# Jacques-Yves Cousteau

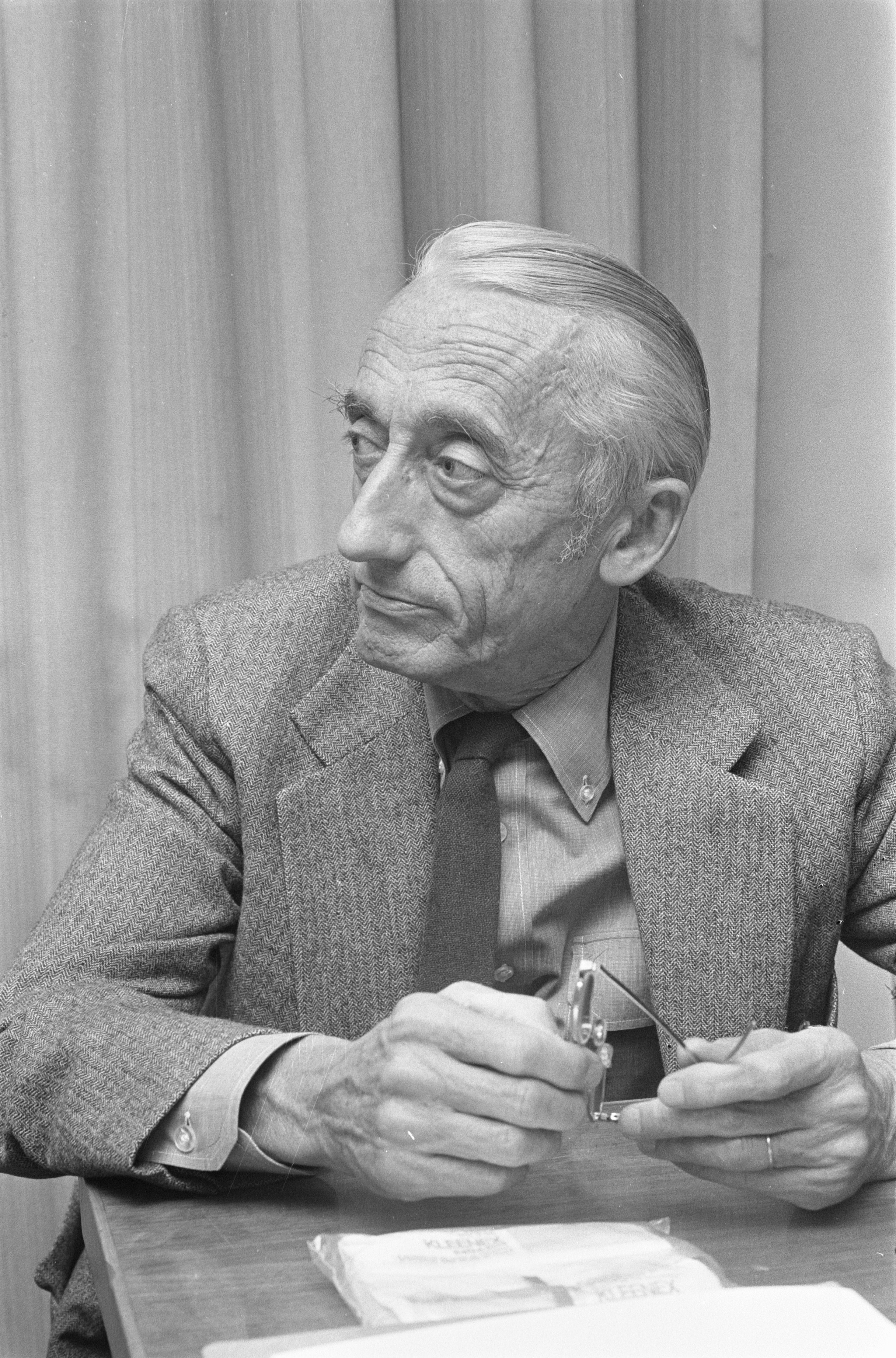
Jacques-Yves Cousteau (1972)

Jacques-Yves Cousteau (* 11. Juni 1910 in Saint-André-de-Cubzac bei Bordeaux; † 25. Juni 1997 in Paris) war ein französischer, weltweit bekannter Pionier in der Meeresforschung und deren Dokumentation mit der Filmkamera. In seinen Filmen war eine rote Wollmütze sein Markenzeichen.

## Leben

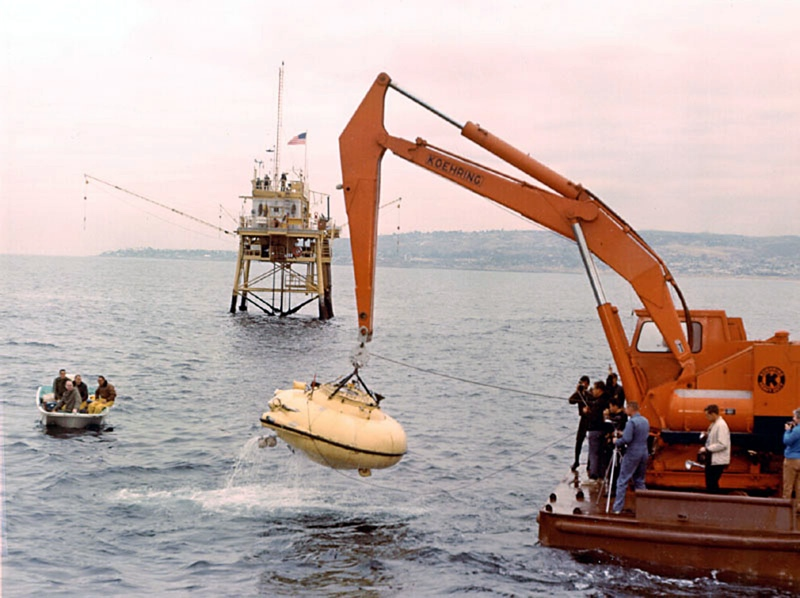
Cousteaus Tauchboot SP-300 wird zu Wasser gelassen

Zwei Dinge faszinierten den Sohn des Rechtsanwalts Daniel Cousteau und dessen Frau Élisabeth: Das Meer und die Fliegerei. 1930 besuchte er die Marineschule in Brest und trat 1933 in die französische Kriegsmarine ein, in der er bis 1956 diente und die er im Rang eines Korvettenkapitäns verließ. Er trug wesentlich zum Aufbau der französischen Waffentaucher bei. Den Berufswunsch Pilot musste er nach einem schweren Autounfall aufgeben.
1937 heiratete er Simone Melchior, mit der er zwei Söhne hatte, Jean-Michel Cousteau und Philippe Cousteau. Philippe starb im Jahr 1979 bei einem Unfall, als er nach einer Revision das seit 1974 zur Calypso gehörende Wasserflugzeug vom Typ PBY-6A Catalina (N101CS) einflog.
Nach dem Tod von Simone Melchior 1990 heiratete er 1991 Francine Triplet (* 1946), mit der er seit 1976 ein Verhältnis und zwei uneheliche Kinder hatte (Diane Elisabeth * 1979 und Pierre-Yves * 1981).
Während des Zweiten Weltkriegs war Cousteau Mitglied der Résistance und erhielt 1943 das Kreuz der Ehrenlegion.
Schon vor, während und vor allem nach dem Krieg war Cousteau auch von der Welt unter Wasser fasziniert und beschäftigte sich mit der Neu- und Weiterentwicklung von technischen Geräten.
1939 und vor allem 1942 benutzte er Flossen des Louis de Corlieu, die als erstes für Rettungsschwimmer entwickelt worden waren, Unterwasser-Kameras von Hans Hass, Tauchmaske von Maurice Fernez mit Rückschlagventil (von einem Gummischlauch mit Oberflächenluft versorgt) und den Druckregler für Tauchflaschen, Patent „Le Prieur“. Dann entwickelte er für seine Filmkamera ein eigenes wasserdichtes Gehäuse und drehte 1942 so seinen ersten Unterwasserfilm. Mit Georges Commeinhes und dem Ingenieur Émile Gagnan entwickelte er den vom Taucher und Dokumentarfilmer Hans Hass vorgedachten Atemregler Aqualunge 1946 weiter. Für die Taucher der Marine entwickelte er den ersten Scooter, ein motorisiertes Fortbewegungsmittel unter Wasser. Es folgten Forschungs-U-Boote, darunter die berühmte tauchende Untertasse, sowie Gerätschaften für die Unterwasserfotografie, darunter eine tiefseetaugliche Kamera.
1950 erhielt Cousteau von der irischen Guinness-Brauerei ein ausgemustertes Minensuchboot mit dem Namen Calypso, das ursprünglich in den USA für die britische Royal Navy gebaut worden war, und baute dieses zu einem Forschungsschiff aus. Dessen Jungfernfahrt führte 1951 ins Rote Meer. Dieses Schiff ermöglichte ihm fortan seine Expeditionen zur Erforschung der See. Zwischen 1962 und 1965 befasste er sich mit Unterwasserprojekten unter der Bezeichnung Conshelf.

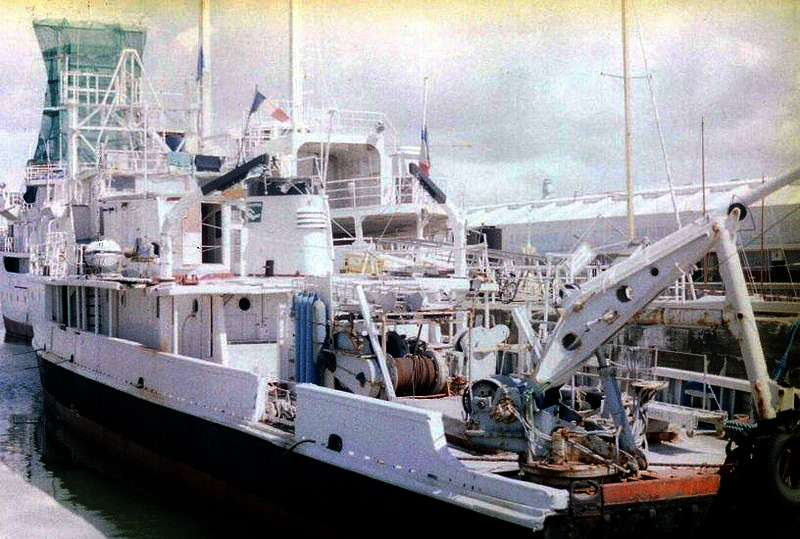
Die Calypso im April 1999 im Hafen von La Rochelle

Er war Präsident der französischen ozeanografischen Gesellschaft und Leiter des ozeanographischen Instituts von Monaco und wurde 1967 in die Ruhmeshalle des internationalen Schwimmsports aufgenommen.
Cousteau drehte über 100 Filme und schrieb mehrere Bücher. 1973 gründete er die Cousteau-Gesellschaft zur Erforschung und zum Schutz der Meere. Für sein Engagement erhielt er zahlreiche Auszeichnungen und Ehrungen. Er entdeckte 1976 in der Ägäis mit seinem Taucherteam zwischen den Inseln Kea und Makrónissos auf der Position 37° 42′ 5″ N, 24° 17′ 2″ O in einer Tiefe von 120 Metern das Wrack der Britannic.
Anfang der 1980er Jahre ließ Cousteau die Alcyone bauen. Dieses Schiff besitzt zur Unterstützung des Schraubenantriebs zwei zylinderförmige Aufbauten, die ähnlich den Flettner-Rotoren funktionieren und etwa 25 % der Antriebskraft liefern. Das Schiff ist immer noch für die Cousteau Society unterwegs.
1996 sank die Calypso vor Singapur nach einer Kollision. Das wieder flott gemachte Schiff wurde zunächst 1996 nach Marseille, 1998 weiter nach La Rochelle überführt. Ab November 2007 wurde das Schiff in einer Werft in Concarneau restauriert. Rechtsstreitigkeiten verhinderten den Abschluss der Arbeiten, die 2009 eingestellt wurden. 2016 wurde das Schiff nach Istanbul überführt, um die Sanierung dort zu beenden.
Jacques-Yves Cousteau starb am 25. Juni 1997 in Paris.

## Trivia
- John Denver schrieb das populäre Lied Calypso in Anerkennung von Jacques-Yves Cousteau und der Besatzung der Calypso.[6]
- Jean-Michel Jarre benannte das 1990 erschienene Album Waiting for Cousteau / En attendant Cousteau nach Jacques-Yves Cousteau und den Titel Calypso darauf nach dem Schiff.
- Die Hauptfigur des Films Die Tiefseetaucher ist ebenfalls an Jacques-Yves Cousteau angelehnt.
- Zu Ehren Cousteaus fand jährlich am 11. Juni der „Cap Rouge Day“ statt.[7]

## Auszeichnungen
- 1956 – Goldene Palme für seinen Film Die schweigende Welt (gemeinsam mit Louis Malle)
- 1956 – National Board of Review Award in der Kategorie Bester fremdsprachiger Film für seinen Film Die schweigende Welt (gemeinsam mit Louis Malle)
- 1957 – Oscar (Kategorie: Bester Dokumentarfilm) für seinen Film Die schweigende Welt (gemeinsam mit Louis Malle)
- 1959 – Oscar (Bester Kurzfilm) für Histoire d’un poisson rouge
- 1965 – Oscar (Bester Dokumentarfilm) für Welt ohne Sonne
- 1968 – Mitglied der National Academy of Sciences
- 1970 und 1972 – Bambi
- 1977 – Internationaler Umweltpreis der UNO
- 1979 – Ehrendoktor der Harvard-Universität
- 1985 – Presidential Medal of Freedom (USA)
- 1986 – Windstar Award
- 1987 – Aufnahme in die Hall of Fame der Television Academy
- 1988 – Aufnahme in die Académie française (Fauteuil 17)
- 1989 – Auszeichnung für sein Lebenswerk von der International Documentary Association
- 1990 – Ehrendoktorwürde durch die Polytechnische Universität Valencia
- 1991 – Premi Internacional Catalunya
- 1999 – Der Asteroid (6542) Jacquescousteau wurde nach ihm benannt.
- Der Hafen Jacques-Yves Cousteau am Canal latéral à la Garonne (deutsch: Garonne-Seitenkanal) in Castelsarrasin wurde posthum nach ihm benannt.
- Grand-Croix des Ordre national du Mérite

## Veröffentlichungen
- mit Frédéric Dumas: Le monde du silence. Éditions de Paris, Paris 1953.
  - Die schweigende Welt. Vorstoß der Fischmenschen in eine geheimnisvolle neue Tiefenwelt. Blanvalet, Berlin 1956.
- mit Yves Paccalet: La planète des baleines. Robert Laffont, Paris 1986, ISBN 2-221-04451-7.
- mit Philippe Diolé: Haie. Herrliche Räuber der See. Droemer-Knaur, München 1971, ISBN 3-426-03347-0.
- mit Philippe Diolé: Calypso. Abenteuer eines Forschungsschiffes. Droemer-Knaur, München 1973, ISBN 3-426-00469-0.
- mit Philippe Diolé: Korallen. Bedrohte Welt der Wunder. Droemer-Knaur, München 1974, ISBN 3-426-00361-9.
- mit Philippe Diolé: Silberschiffe. Tauchen nach versunkenen Schätzen. Droemer-Knaur, München 1975, ISBN 3-426-00407-0.
- mit Philippe Diolé: Wale. Gefährdete Riesen der See. Droemer-Knaur, München 1976, ISBN 3-426-00435-6.
- mit Philippe Diolé: Kalmare. Wunderwelt der Tintenfische. Droemer-Knaur, München 1976, ISBN 3-426-00450-X.
- mit Philippe Diolé: Robben, Seehunde, Walrosse. Gesellige Meeressäuger. Droemer-Knaur, München 1977, ISBN 3-426-00492-5.
- mit Philippe Diolé: Delphine. Intelligente Freunde des Menschen. Droemer-Knaur, München 1978, ISBN 3-426-00537-9.
- mit Susan Schiefelbein: L’homme, la pieuvre et l’orchidée. Robert Laffont, Paris 1997, ISBN 2-221-08523-X.
- Der Mensch, die Orchidee und der Oktopus. Campus, Frankfurt am Main 2008, ISBN 978-3-593-38564-8.

## Film
- Jacques – Entdecker der Ozeane (L’odyssée), französische Filmbiografie von Jérôme Salle aus dem Jahr 2016.